# 아가노시
아가노시(일본어: 阿賀野市)는 일본 니가타현 북동부에 있는 시이다.
2004년 4월 1일에 니가타현 기타칸바라군(北蒲原郡) 야스다정(安田町), 스이바라정(水原町), 교가세촌(京ヶ瀬村), 사사카미촌(笹神村) 등 4개 정촌이 합병해 아가노시가 성립했으며 시명은 아가노강 유역에 있는 데에서 유래하였다. 시청은 구 스이바라정에 있다. 구 스이바라정의 효호(瓢湖)("백조의 호수"로 알려져 있다)와 구 사사카미촌의 고즈산(五頭山), 고즈 온천향(五頭温泉郷) 등이 있고 니가타시의 베드타운 성격을 가지기도 한다.

## 인접하는 자치체
- 니가타시(기타구·고난구·아키하구)
- 시바타시
- 고센시
- 히가시칸바라군 아가정

## 역사
2004년 4월 1일에 니가타현 기타칸바라군 야스다정, 스이바라정, 교가세촌, 사사카미촌이 합병해 아가노시가 성립했다.

## 교통

### 철도
- 동일본 여객철도 우에쓰 본선

### 도로
- 반에쓰 자동차도
  - 야스다 나들목
- 국도 제49호선
- 국도 제290호선
- 국도 제459호선
- 국도 제460호선

## 먹거리
- 야스다 요구르트(ヤスダヨーグルト)

## 인구
| 연도 | 인구   | ±%     |
| ---- | ------ | ------ |
| 1970 | 47,582 | —      |
| 1980 | 47,490 | −0.2%  |
| 1990 | 48,465 | +2.1%  |
| 2000 | 48,456 | −0.0%  |
| 2010 | 45,560 | −6.0%  |
| 2020 | 40,696 | −10.7% |